# منطقه ویژه اقتصادی بندر امام خمینی
منطقه ویژه اقتصادی بندر امام خمینی یک شهر بندرگاهی صنعتی ، تجاری در بخش بندر امام خمینی از توابع  شهرستان ماهشهر استان خوزستان است.

## موقعیت جغرافیایی
منطقه ویژه اقتصادی بندر امام خمینی در شمال غربی خلیج فارس در ۱۰ کیلومتری شهر بندر امام خمینی در استان خوزستان واقع شده است.

## ویژگی ها

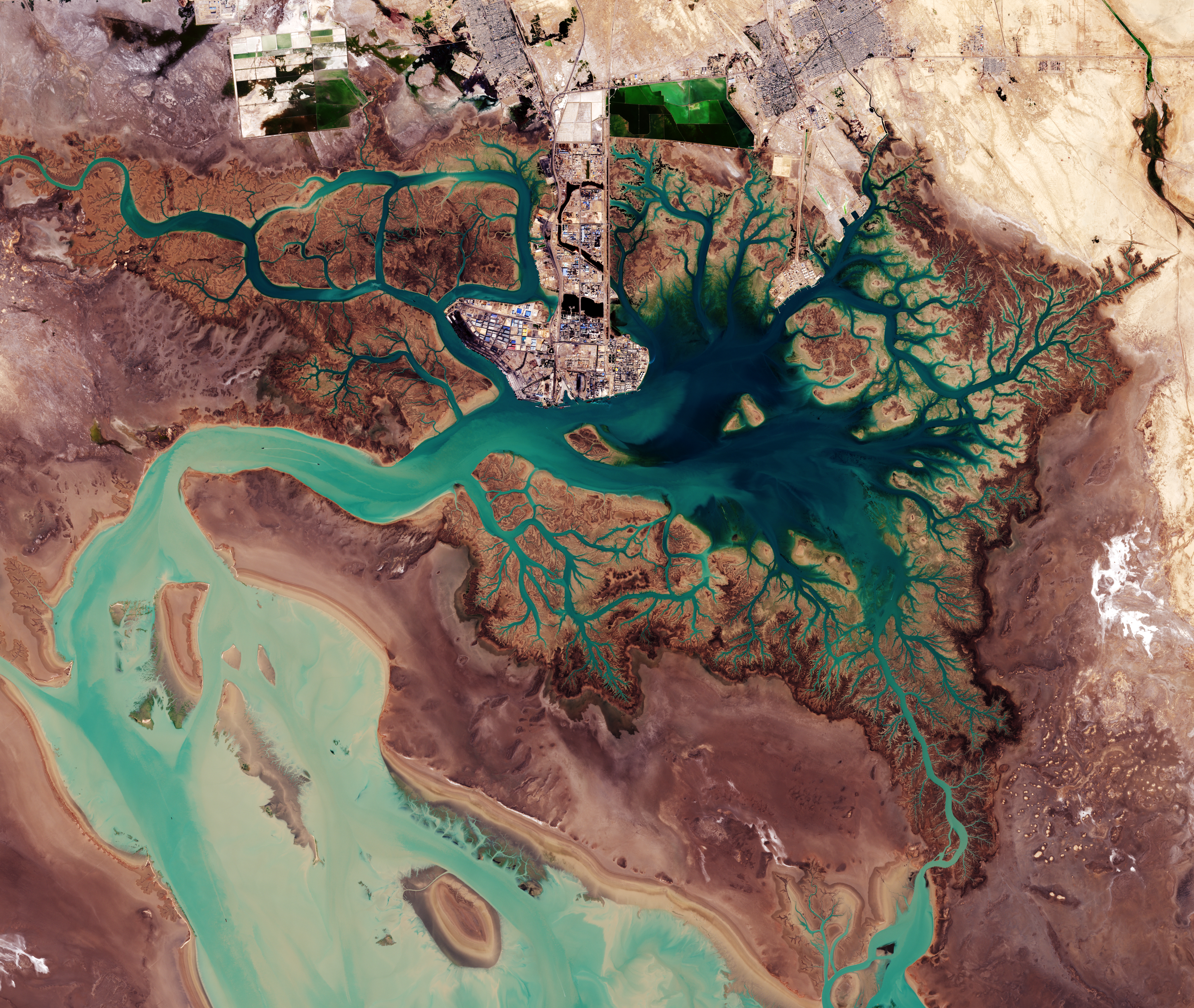
تصویر ماهوارهٔ سنتینل-۲اِی از منطقه ویژه اقتصادی بندر امام خمینی در ۱۳ ژانویهٔ ۲۰۱۷

منطقه ویژه اقتصادی بندر امام خمینی با وسعت ۱۱۰۴۴ هکتار بزرگترین منطقه ویژه اقتصادی در ایران است.با متوسط عمق ۴۰ متر، عرض ۲۵۰ متر و طول ۴۲ مایل دریایی بستری آرام و مطمئن را برای تردد انواع کشتی‌های اقیانوس پیمای تجاری و نفتکش از مسیر خلیج فارس، تنگه هرمز، دریای عمان، اقیانوس اطلس و اقیانوس هند، دریای سرخ به اقصی نقاط جهان فراهم نموده است. با توجه به مزایای منحصر به فرد این بندر از جمله، نزدیکی به ۷۰ درصد از مراکز مهم صنعتی و جمعیتی کشور،  دارا بودن منطقه ویژه اقتصادی پتروشیمی بندر امام خمینی ، نزدیکی به منطقه آزاد تجاری اروند، قرار گرفتن در مسیر کریدور بین المللی حمل و نقل شمال- جنوب (NOSTRAC) و کریدور بین المللی حمل و نقل شرق- غرب، قرار گرفتن در کوتاهترین و مطمئن ترین مسیر زمینی حمل کالا از کشورهای عراق، ترکیه، حوزه قفقاز و آسیای میانه به کشورهای جنوب شرق آسیا، این بندر را به یکی از مهمترین مراکز اقتصادی و تجاری ایران و منطقه تبدیل کرده است. منطقه ویژه اقتصادی بندر امام خمینی با بهره گیری از نیروی انسانی متخصص و پیشرفته ترین تجهیزات ویژه بندری و ساماندهی آن در قالب ناوگان تجهیزات خشکی و دریایی، توانایی ارائه خدمات به انواع کالاها ( کانتینری، غلات فله، کیسه‌ای متفرقه، مواد نفتی، روغن مایع، مواد معدنی و ساختمانی، پودرهای صنعتی و ... ) را دارد. برخورداری از اراضی وسیع پشتیبانی، تأسیسات و تجهیزات زیربنایی، ۴۴ پست اسکله فعال با عمق متوسط ۵/ ۴۰ متر کاملترین مجموعه بندری را جهت ارائه خدمات به صاحبان کالا، کشتی و سرمایه گذاران قرار داده است. بطوریکه سالانه ۴۰ درصد از حجم مبادلات تجاری کشور از طریق این بندر انجام می‌گیرد.

## تاریخچه
این مجتمع صنعتی بندرگاهی در سال ۱۳۹۰ پس از تغییر رژیم حقوقی خود از یک شهرک صنعتی بندرگاهی به منطقه ویژه اقتصادی و الحاق اراضی مجاور تبدیل شده و هم‌اکنون با بالغ بر ۱۱ هزار هکتار مساحت، بزرگ‌ترین منطقه ویژه اقتصادی کشور را تشکیل می‌دهد. منطقه ویژه اقتصادی بندر امام خمینی با وسعت ۱۱۰۴۴ هکتار در شمال غربی خلیج فارس و در انتهای آبراه خور موسی قراردارد.

## مدیریت
مدیریت منطقه ویژه اقتصادی بندر امام خمینی بر عهده سازمان بنادر و دریانوردی است و مدیرکل بنادر و دریانوردی خوزستان ، همزمان مدیریت منطقه ویژه اقتصادی بندر امام خمینی را نیز برعهده دارد هم اکنون ابوطالب گرایلو عهده دار این سمت است..